# Gornji Stupnik
 Gornji Stupnik  falu Horvátországban Zágráb megyében. Közigazgatásilag Stupnik községhez tartozik.

## Fekvése
Zágráb központjától 12 km-re délnyugatra, a régi károlyvárosi út és a Zágráb-Károlyváros vasútvonal mellett fekszik.

## Története
Lakosságát csak 1991 óta számlálják önállóan, azelőtt Donji Stupnikhoz számították. Stupnik községet 1995-ben alapították, 1996 februárjában  választották le a főváros területéről. A falunak 2011-ben 2004 lakosa volt.

## Lakosság
| Lakosság változása | Lakosság változása | Lakosság változása | Lakosság változása | Lakosság változása | Lakosság változása | Lakosság változása | Lakosság változása | Lakosság változása | Lakosság változása | Lakosság változása | Lakosság változása | Lakosság változása | Lakosság változása | Lakosság változása | Lakosság változása |
| ------------------ | ------------------ | ------------------ | ------------------ | ------------------ | ------------------ | ------------------ | ------------------ | ------------------ | ------------------ | ------------------ | ------------------ | ------------------ | ------------------ | ------------------ | ------------------ |
| 1857               | 1869               | 1880               | 1890               | 1900               | 1910               | 1921               | 1931               | 1948               | 1953               | 1961               | 1971               | 1981               | 1991               | 2001               | 2011               |
| 0                  | 0                  | 0                  | 0                  | 0                  | 0                  | 0                  | 0                  | 0                  | 0                  | 0                  | 0                  | 0                  | 1401               | 1821               | 2004               |

## Külső hivatkozások
- Stupnik község hivatalos oldala
- A község információs portálja
- A stupnik-lučkoi plébánia honlapja